# Potentilla ehrenbergiana
Potentilla ehrenbergiana är en rosväxtart som beskrevs av Diederich Franz Leonhard von Schlechtendal. Potentilla ehrenbergiana ingår i Fingerörtssläktet som ingår i familjen rosväxter. Inga underarter finns listade i Catalogue of Life.